# Persone di nome Mario/Giornalisti
| Questa pagina contiene informazioni ricavate automaticamente dalle voci biografiche con l'ausilio del template Bio e di un bot. L'aggiornamento è periodico e automatico e ricostruisce completamente la pagina. Se manca una persona in questa lista, sei pregato di non aggiungerla, ma accertati piuttosto che la sua voce biografica contenga il template Bio e che i dati anagrafici siano correttamente compilati. Se il template Bio manca, inseriscilo tu stesso o, in alternativa, metti l'avviso {{tmp\|Bio}} che ne segnala la mancanza. Se i dati riportati sono sbagliati, correggi direttamente la voce biografica; le modifiche saranno visibili in questa lista entro pochi giorni. Per chiarimenti vedi il progetto antroponimi. La lista contiene solo le 75 persone che sono citate nell'enciclopedia e per le quali è stato implementato correttamente il template Bio. Pagina aggiornata al 22 gen 2025. |

Questa è una lista di persone presenti nell'enciclopedia che hanno il nome Mario e sono giornalisti.

## A(5)
- Mario Adinolfi, giornalista, politico e giocatore di poker italiano (Roma, n. 1971)
- Mario Agnes, giornalista italiano (Serino, n. 1931 - Città del Vaticano, † 2018)
- Mario Albertarelli, giornalista e scrittore italiano (Torino, n. 1933 - Milano, † 1997)
- Mario Andreose, giornalista, traduttore e editore italiano (Venezia, n. 1934)
- Mario Appelius, giornalista e conduttore radiofonico italiano (Arezzo, n. 1892 - Roma, † 1946)

## B(6)
- Mario Baldelli, giornalista, sindacalista e diplomatico italiano (Forlimpopoli, n. 1896 - Buenos Aires, † 1952)
- Mario Bassi, giornalista e scrittore italiano (Forlì, n. 1886 - Dolo, † 1945)
- Mario Baudino, giornalista, saggista e poeta italiano (Chiusa di Pesio, n. 1952)
- Mario Bonaccorso, giornalista e blogger italiano (Milano, n. 1974)
- Mario Borsa, giornalista italiano (Regina Fittarezza, n. 1870 - Milano, † 1952)
- Mario Brelich, giornalista, scrittore e traduttore italiano (Budapest, n. 1910 - Nepi, † 1982)

## C(14)
- Mario Caccavale, giornalista e scrittore italiano (Napoli, n. 1937)
- Mario Calabresi, giornalista e scrittore italiano (Milano, n. 1970)
- Mario Calvo-Platero, giornalista italiano (Tripoli, n. 1954)
- Mario Camicia, giornalista e telecronista sportivo italiano (Milano, n. 1941 - Carate Brianza, † 2011)
- Mario Cardinali, giornalista e scrittore italiano (Livorno, n. 1937)
- Mario Casella, giornalista, scrittore e regista svizzero (Sorengo, n. 1959)
- Mario Castellacci, giornalista, scrittore e commediografo italiano (Reggio Calabria, n. 1924 - Todi, † 2002)
- Mario Cervi, giornalista, saggista e storico italiano (Crema, n. 1921 - Milano, † 2015)
- Mario Ciancio Sanfilippo, giornalista e imprenditore italiano (Catania, n. 1932)
- Mario Cipolla, giornalista e critico cinematografico italiano (Rodi, n. 1935 - Genova, † 2011)
- Mario Carlo Corsi, giornalista, sceneggiatore e commediografo italiano (Pistoia, n. 1882 - Roma, † 1954)
- Mario Cosmai, giornalista e storico italiano (Bisceglie, n. 1926 - Bisceglie, † 2002)
- Mario Costa Cardol, giornalista, scrittore e storico italiano (Saluzzo, n. 1925 - Milano, † 2004)
- Mario Ferrigni, giornalista, critico d'arte e drammaturgo italiano (Firenze, n. 1878 - Roma, † 1943)

## D(3)
- Mario De Gaudio, giornalista, scrittore e poeta italiano (Francavilla Marittima, n. 1928 - Roma, † 2000)
- Mario De Scalzi, giornalista italiano (La Spezia, n. 1952)
- Mario Donnini, giornalista e scrittore italiano (Gualdo Tadino, n. 1965)

## F(3)
- Mario Fazio, giornalista e urbanista italiano (Alassio, n. 1924 - Pietra Ligure, † 2004)
- Mario Forgione, giornalista e saggista italiano (Napoli, n. 1933 - Napoli, † 1999)
- Mario Francese, giornalista italiano (Siracusa, n. 1925 - Palermo, † 1979)

## G(12)
- Mario Gallo, giornalista, critico cinematografico e sceneggiatore italiano (Rovito, n. 1924 - Roma, † 2006)
- Mario Gamba, giornalista e critico musicale italiano
- Mario Genco, giornalista e scrittore italiano (Roma, n. 1939)
- Mario Gentilini, giornalista e fumettista italiano (Luzzara, n. 1909 - Milano, † 1988)
- Mario Gherarducci, giornalista, scrittore e pallanuotista italiano (Reggio Calabria, n. 1933 - Pomezia, † 2012)
- Mario Giammetti, giornalista, musicologo e musicista italiano (Napoli, n. 1959)
- Mario Giobbe, giornalista e conduttore radiofonico italiano (Roma, n. 1938)
- Mario Giordano, giornalista, conduttore televisivo e saggista italiano (Alessandria, n. 1966)
- Mario Girardon, giornalista, scrittore e editore italiano (Mestre, n. 1884)
- Mario Gismondi, giornalista italiano (Binetto, n. 1926 - Bari, † 2012)
- Mario Gromo, giornalista, scrittore e critico cinematografico italiano (Novara, n. 1901 - Torino, † 1960)
- Mario Guidotti, giornalista e saggista italiano (Montepulciano, n. 1923 - Roma, † 2011)

## L(1)
- Mario Luzzatto Fegiz, giornalista, critico musicale e saggista italiano (Trieste, n. 1947)

## M(5)
- Mario Maffucci, giornalista e autore televisivo italiano (Roma, n. 1939)
- Mario Massai, giornalista, aviatore e militare italiano (Pisa, n. 1892 - contrafforti del Mogador, † 1939)
- Mario Mattioli, giornalista, conduttore televisivo e dirigente sportivo italiano (Poggio Renatico, n. 1946)
- Mario Melloni, giornalista e politico italiano (San Giorgio di Piano, n. 1902 - Milano, † 1989)
- Mario Missiroli, giornalista, politologo e saggista italiano (Bologna, n. 1886 - Roma, † 1974)

## N(1)
- Mario Nuzzolese, giornalista e critico cinematografico italiano (Bari, n. 1915 - Bari, † 2008)

## O(1)
- Mario Orfeo, giornalista e dirigente pubblico italiano (Napoli, n. 1966)

## P(12)
- Mario Paciolla, giornalista e attivista italiano (Napoli, n. 1987 - San Vicente del Caguán, † 2020)
- Mario Paggi, giornalista e politico italiano (Murlo, n. 1902 - Milano, † 1964)
- Mario Pancera, giornalista e scrittore italiano (Bozzolo, n. 1930)
- Mario Pannunzio, giornalista e politico italiano (Lucca, n. 1910 - Roma, † 1968)
- Mario Pappagallo, giornalista e scrittore italiano (Roma, n. 1954 - Milano, † 2022)
- Mario Pastore, giornalista italiano (Novara, n. 1929 - Roma, † 1996)
- Mario Pennacchia, giornalista e scrittore italiano (Itri, n. 1928 - Roma, † 2021)
- Mario Petrina, giornalista italiano (Misterbianco, n. 1942 - Catania, † 2016)
- Mario Pezzolla, giornalista, conduttore radiofonico e disc jockey italiano (Roma, n. 1952)
- Mario Pirani, giornalista, economista e scrittore italiano (Roma, n. 1925 - Roma, † 2015)
- Mario Pirillo, giornalista e politico italiano (Amantea, n. 1945)
- Mario Poltronieri, giornalista, telecronista sportivo e pilota automobilistico italiano (Milano, n. 1929 - Milano, † 2017)

## S(8)
- Mario Sabbieti, giornalista, scrittore e editore italiano (Firenze, n. 1930 - Milano, † 2022)
- Mario Sconcerti, giornalista e scrittore italiano (Firenze, n. 1948 - Roma, † 2022)
- Mario Scotoni, giornalista italiano (Trento, n. 1883 - Trento, † 1958)
- Mario Sechi, giornalista italiano (Cabras, n. 1968)
- Mario Signorino, giornalista e politico italiano (Messina, n. 1938 - Roma, † 2016)
- Mario Sobrero, giornalista e scrittore italiano (Torino, n. 1883 - Roma, † 1948)
- Mario Spezi, giornalista e scrittore italiano (Sant'Angelo in Vado, n. 1945 - Firenze, † 2016)
- Mario Sprea, giornalista, scrittore e editore italiano (Genova, n. 1934)

## T(3)
- Alberto Tarchiani, giornalista, politico e diplomatico italiano (Roma, n. 1885 - Roma, † 1964)
- Mario Tedeschi, giornalista e politico italiano (Roma, n. 1924 - Roma, † 1993)
- Mario Trufelli, giornalista, scrittore e poeta italiano (Tricarico, n. 1929 - Potenza, † 2024)

## Z(1)
- Mario Zagari, giornalista, politico e partigiano italiano (Milano, n. 1913 - Roma, † 1996)